# Emiliano Rigoni
Emiliano Ariel Rigoni (Colonia Caroya, provincia de Córdoba, Argentina, 4 de febrero de 1993) es un futbolista argentino que juega como centrocampista para el Club León de la Primera División de México.

## Trayectoria
Sus primeros pasos como futbolista los dio en el club de su localidad, Bochas Sport Club, hasta que pasó a integrar las divisiones inferiores del Club Atlético Belgrano a los 11 años, pasando por distintas categorías de AFA. En julio de 2012, a sus 19 años, fue promovido al plantel principal para disputar el Torneo Inicial 2012. En dicho torneo fue citado a integrar por primera vez el banco de suplentes en un partido ante Newell's Old Boys, aunque no llegaría a jugar dicho encuentro. Su debut oficial fue en la primera jornada del Torneo Inicial 2013 ante el Lanús.
A comienzos de 2016 fichó por el Club Atlético Independiente por pedido expreso del entrenador del momento, Mauricio Pellegrino, en un precio cercano a 1,5 millones de dólares por el 50% del pase. Su debut con el equipo se produjo el 7 de febrero en la primera fecha del campeonato argentino contra justamente su anterior club, Belgrano. El partido finalizó 1-0 en favor del equipo de Avellaneda, siendo Rigoni el autor del único gol del encuentro, cumpliendo la ley del ex. Durante su primer torneo el jugador alternó altas y bajas, pero fue en el segundo semestre del año que se destapó, aumentando su cuenta de goles y participación en los partidos. Con la llegada de Ariel Holan a finales del año 2016 al banco de Independiente, el cordobés se transformó en una pieza fundamental del equipo, siendo el goleador del plantel durante la primera mitad del año 2017 convirtiendo 9 goles en los últimos 15 encuentros (finalizando como el volante con más goles del torneo) y un gol frente a Alianza Lima en la Copa Sudamericana, competición en la que el equipo de Avellaneda terminaría campeonando.
En 2017 llegaría a Europa para jugar en las filas del Zenit de San Petersburgo ruso, con el que ganaría dos Ligas, una Copa y una Supercopa. Además jugaría en la Europa League. Tras una primera campaña sin un alto protagonismo, pasó por dos cesiones en la Serie A italiana, primero en las filas del Atalanta B. C., donde firmó tres dianas. En la temporada 2019-20 fue cedido a la U. C. Sampdoria, pero ambos préstamos se cancelaron a mitad del campeonato. En los dos casos, volvió al Zenit, donde jugó 62 partidos, marcó 12 goles y repartió 9 asistencias.
El 5 de octubre de 2020 volvió ser prestado por el equipo ruso, marchándose al Elche Club de Fútbol de la Primera División de España una temporada. En febrero de 2021 fue adquirido en propiedad y en mayo fue traspasado al São Paulo F. C.

## Selección nacional
En el año 2017 disputó dos encuentros con la selección de Argentina.

## Estadísticas

### Clubes
Actualizado de acuerdo al último partido jugado el 1 de agosto de 2025.
| Club                             | Div.          | Temporada     | Liga  | Liga  | Liga   | Copas nacionales | Copas nacionales | Copas nacionales | Torneos internacionales | Torneos internacionales | Torneos internacionales | Total | Total | Total  |
| Club                             | Div.          | Temporada     | Part. | Goles | Asist. | Part.            | Goles            | Asist.           | Part.                   | Goles                   | Asist.                  | Part. | Goles | Asist. |
| -------------------------------- | ------------- | ------------- | ----- | ----- | ------ | ---------------- | ---------------- | ---------------- | ----------------------- | ----------------------- | ----------------------- | ----- | ----- | ------ |
| C. A. Belgrano Argentina         | 1.ª           | 2013-14       | 26    | 1     | 0      | 1                | 0                | 0                | —                       | —                       | —                       | 27    | 1     | 0      |
| C. A. Belgrano Argentina         | 1.ª           | 2014          | 16    | 3     | 2      | —                | —                | —                | —                       | —                       | —                       | 16    | 3     | 2      |
| C. A. Belgrano Argentina         | 1.ª           | 2015          | 31    | 4     | 4      | 1                | 0                | 0                | 1                       | 0                       | 0                       | 33    | 4     | 4      |
| C. A. Belgrano Argentina         | Total club    | Total club    | 73    | 8     | 6      | 2                | 0                | 0                | 1                       | 0                       | 0                       | 76    | 8     | 6      |
| C. A. Independiente Argentina    | 1.ª           | 2016          | 16    | 4     | 6      | 1                | 0                | 0                | 4                       | 1                       | 0                       | 21    | 5     | 6      |
| C. A. Independiente Argentina    | 1.ª           | 2016-17       | 30    | 11    | 2      | 1                | 0                | 0                | 4                       | 1                       | 1                       | 35    | 12    | 3      |
| C. A. Independiente Argentina    | Total club    | Total club    | 46    | 15    | 8      | 2                | 0                | 0                | 8                       | 2                       | 1                       | 56    | 17    | 9      |
| Zenit de San Petersburgo · Rusia | 1.ª           | 2017-18       | 17    | 0     | 2      | 1                | 0                | 1                | 10                      | 6                       | 2                       | 28    | 6     | 5      |
| Zenit de San Petersburgo · Rusia | 1.ª           | 2018-19       | 11    | 3     | 3      | —                | —                | —                | 1                       | 0                       | 0                       | 12    | 3     | 3      |
| Zenit de San Petersburgo · Rusia | 1.ª           | 2019-20       | 12    | 2     | 1      | 2                | 1                | 0                | —                       | —                       | —                       | 14    | 3     | 1      |
| Zenit de San Petersburgo · Rusia | 1.ª           | 2020-21       | 7     | 0     | 0      | 1                | 0                | 0                | —                       | —                       | —                       | 8     | 0     | 0      |
| Zenit de San Petersburgo · Rusia | Total club    | Total club    | 47    | 5     | 6      | 4                | 1                | 1                | 11                      | 6                       | 2                       | 62    | 12    | 9      |
| Atalanta B. C. · Italia          | 1.ª           | 2018-19       | 12    | 3     | 0      | —                | —                | —                | —                       | —                       | —                       | 12    | 3     | 0      |
| Atalanta B. C. · Italia          | Total club    | Total club    | 12    | 3     | 0      | 0                | 0                | 0                | 0                       | 0                       | 0                       | 12    | 3     | 0      |
| U. C. Sampdoria · Italia         | 1.ª           | 2019-20       | 8     | 0     | 1      | 1                | 0                | 0                | —                       | —                       | —                       | 9     | 0     | 1      |
| U. C. Sampdoria · Italia         | Total club    | Total club    | 8     | 0     | 1      | 1                | 0                | 0                | 0                       | 0                       | 0                       | 9     | 0     | 1      |
| Elche C. F. · España             | 1.ª           | 2020-21       | 23    | 1     | 1      | 2                | 1                | 1                | —                       | —                       | —                       | 25    | 2     | 2      |
| Elche C. F. · España             | Total club    | Total club    | 23    | 1     | 1      | 2                | 1                | 1                | 0                       | 0                       | 0                       | 25    | 2     | 2      |
| Sāo Paulo F. C. · Brasil         | 1.ª           | 2021          | 30    | 4     | 5      | 5                | 5                | 1                | 3                       | 2                       | 0                       | 38    | 11    | 6      |
| Sāo Paulo F. C. · Brasil         | 1.ª           | 2022          | 11    | 0     | 0      | 14               | 2                | 2                | 7                       | 0                       | 1                       | 32    | 2     | 3      |
| Sāo Paulo F. C. · Brasil         | Total club    | Total club    | 41    | 4     | 5      | 19               | 7                | 3                | 10                      | 2                       | 1                       | 70    | 13    | 9      |
| Austin F. C. Estados Unidos      | 1.ª           | 2022          | 10    | 0     | 0      | —                | —                | —                | —                       | —                       | —                       | 10    | 0     | 0      |
| Austin F. C. Estados Unidos      | 1.ª           | 2023          | 33    | 5     | 4      | 2                | 0                | 1                | 2                       | 0                       | 1                       | 37    | 5     | 6      |
| Austin F. C. Estados Unidos      | 1.ª           | 2024          | 11    | 1     | 0      | —                | —                | —                | —                       | —                       | —                       | 11    | 1     | 0      |
| Austin F. C. Estados Unidos      | Total club    | Total club    | 54    | 6     | 4      | 2                | 0                | 1                | 2                       | 0                       | 1                       | 58    | 6     | 6      |
| Club León · México               | 1.ª           | C-2025        | 14    | 1     | 1      | —                | —                | —                | —                       | —                       | —                       | 14    | 1     | 1      |
| Club León · México               | 1.ª           | 2025-26       | —     | —     | —      | —                | —                | —                | 2                       | 0                       | 0                       | 2     | 0     | 0      |
| Club León · México               | Total club    | Total club    | 14    | 1     | 1      | 0                | 0                | 0                | 2                       | 0                       | 0                       | 16    | 1     | 1      |
| Total carrera                    | Total carrera | Total carrera | 318   | 43    | 32     | 32               | 9                | 6                | 34                      | 10                      | 5                       | 384   | 62    | 43     |
| 1. 2. 3.                         |               |               |       |       |        |                  |                  |                  |                         |                         |                         |       |       |        |

## Palmarés

### Campeonatos nacionales
| Título             | Equipo      | País  | Año     |
| ------------------ | ----------- | ----- | ------- |
| Liga Premier       | F. C. Zenit | Rusia | 2018-19 |
| Liga Premier       | F. C. Zenit | Rusia | 2019-20 |
| Copa de Rusia      | F. C. Zenit | Rusia | 2019-20 |
| Supercopa de Rusia | F. C. Zenit | Rusia | 2020    |
| Liga Premier       | F. C. Zenit | Rusia | 2020-21 |

### Campeonatos internacionales
| Título            | Equipo              | Sede           | Año  |
| ----------------- | ------------------- | -------------- | ---- |
| Copa Sudamericana | C. A. Independiente | Río de Janeiro | 2017 |